# Эстонская гончая
Эстонская гончая (эст. eesti hagijas) — порода гончих собак, используемая для охоты на мелкого зверя. Выведена в Эстонской ССР

## История породы
Эта порода собак сформировалась в Эстонии в XX веке и является типичным представителем подружейных гончих. Работа по её выведению была начата в период между двумя мировыми войнами, чему способствовали экологические условия и мероприятия по охране косуль. Из-за высокой плотности косуль было запрещено использовать гончих выше 45 см роста, большая пересечённость угодий шоссейными дорогами также требовала небольшой малорослой собаки для пешей охоты. Выведение эстонской гончей шло по двум направлениям:
- отбор некрупных производителей среди русских, англо-русских и прочих гончих, имевшихся в наличии с последующим скрещиванием с  фоксхаундами и финскими гончими;
- скрещивание с европейскими малорослыми гончими, которых удалось достать — биглями, швейцарскими (люцернскими) гончими.

В изданной в 1942 году книге Эдгара Вестера «Вопросы и ответы охотничьих опытов» используемые в Эстонии гончие по своему типу делятся: на длинноногих (костромские, польские и английские) и коротконогие (швейцарские, бигли). Со временем удалось получить достаточно однотипное поголовье, хотя множество предков до сих пор напоминают о себе.
Во время Второй мировой войны большая часть племенного материала была уничтожена. С 1947 года по 1954 год в Эстонии просмотрели и оценили 2460 гончих, как чистокровных разных пород, так и скрещённых или смешанных собак. К сентябрю 1954 года были отобраны 48 относительно однотипных низкорослых особей, которых с 24 по 26 октября 1954 года представили для экспертизы комиссии специалистов. К тому же времени Сергей Смельков составил проект стандарта новой породы гончих собак. Порода получила название «эстонская гончая» и на основе имеющегося материала началось заводское разведение этих собак. 
Стандарт породы был введён в действие 27 декабря 1954 года приказом Главного управления по охране природы, заповедникам, лесному и охотничьему хозяйствам Министерства сельского хозяйства СССР и эстонская гончая была признана в СССР как порода. 
В 2019 году порода признана Международной кинологической федерацией на предварительной основе.

## Внешний вид

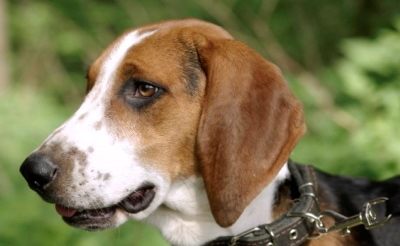

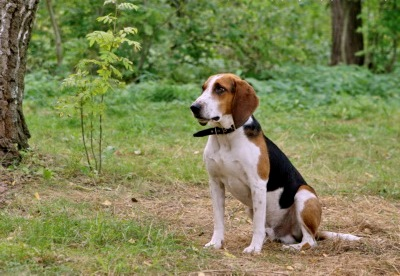

Собака ниже среднего роста, сухого крепкого типа конституции. 
- Высота в холке кобелей — 45—52 см, сук — 42—49 см.
- Вес сук — от 10 до 20 кг, кобелей — от 15 до 25 кг.
- Высота в крестце на 1—1,5 см ниже высоты в холке.
- Индекс растянутости для выжлецов 108—110, для выжловок 110—112.
- Тип поведения — уравновешенный, подвижный.
- Черепная коробка умеренной ширины, округлой формы. Переход от теменной части к морде не резкий. Морда длинная, прямая. Профиль морды приближается к прямоугольнику. Мочка носа широкая, чёрная. Губы плотно обтягивают челюсти, не отвисая.
- Глаза тёмно-карие, несколько косо поставлены, края век тёмные.
- Уши длинные, не толстые, закруглённые на концах, низко посажены. Висячие, плотно прилегающие к голове.
- Корпус заметно растянутый. Шея округлая, мускулистая, сухая. Грудь широкая и глубокая, в значительной степени бочкообразная, доходит до локтей. Спина прямая, широкая. Поясница короткая, широкая, выпуклая, мускулистая. Живот немного подобран.
- Конечности крепкие, сухие, мускулистые. Лапы овальные, сводистые, в комке, когти направлены в землю.
- Хвост толстый у основания, постепенно утончающийся к концу, длиной до скакательного сустава, саблевидной формы. Собака несёт его не круто. Покрыт по всей длине густым волосом.
- Шерсть короткая, ровная, жёсткая и блестящая. Подшёрсток развит слабо.
- Окрас: Чёрно-пегий в румянах. Размер чёрных пятен не ограничен. Допускаются черно-пегий в румянах, чепрачный, буро-пегий в румянах и багряно-пегий.

## Характер и охотничьи качества

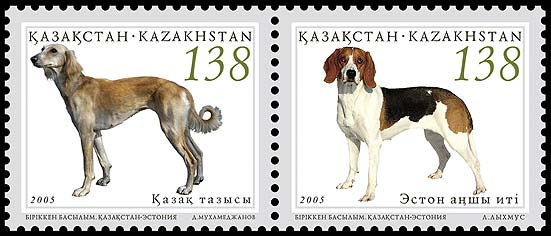
Почтовые марки Казахстана — тазы (казахская борзая) и эстонская гончая

Эстонские гончие обладают выраженной охотничьей страстью, а сильно выраженный охотничий азарт обеспечивает хорошие результаты при поиске и гоне дичи в лесной местности. Основной белый цвет окраса делает собаку хорошо заметной, а звонкий голос далеко слышен. Это охотничья собака, которая чаще используется для охоты на зайцев, лисиц и рысей. В Прибалтике, Белоруссии и на Украине с эстонской гончей с успехом охотятся на копытных.
Злобность, охватывающая эстонскую гончую при виде потенциальной добычи и позволяющая ей добиваться блестящих результатов в охоте, не проявляется в отношениях с людьми, это сугубо профессиональное качество, которое она оставляет за порогом, как только попадает домой. Здесь она демонстрирует удивительно уравновешенный, спокойный темперамент и мягкий добродушный характер, абсолютно толерантна к детям.
В целом, эстонская гончая — отличный компаньон, который идеально подходит активным и подвижным людям, способным обеспечить свою собаку высокими физическими нагрузками. В этом случае эстонская гончая без особых проблем может содержаться в городской квартире.
К достоинствам эстонских гончих можно отнести:
- скороспелость, унаследованную от швейцарских гончих;
- хорошие доносчивые голоса и подзывистость, свойственные биглю и швейцарским гончим;
- крепкую лапу, унаследованную от бигля;
- вежливость и послушание (при должной тренировке, сочетающееся с выносливостью и страстью русских гончих.)

## Содержание и уход
Это по своей природе очень культурная собака, энергичная, с мягким характером, податлива в дрессировке. Она, как правило, очень легко обучается, быстро и точно запоминает все команды, знает место, предназначенное ей в доме. Комфортно чувствуют себя в квартире, но важны прогулки в лесу или парке. Если вы охотитесь с собакой — это сохраняет и развивает её чутье. Чистоплотная, с короткой шерстью. Необходима тщательная чистка щеткой перед купанием (не чаще раза в месяц).

## Примечание
1. ↑  Эстонская гончая. Estonian Hound (рус.). Зооклуб. Энциклопедия о животных. Дата обращения: 16 июля 2021. Архивировано 16 июля 2021 года.
2. ↑  Эстонские [[кинолог]]и намерены добиться мирового признания породы "эстонская гончая". rus.err.ee. Дата обращения: 20 августа 2018. Архивировано 20 августа 2018 года.
3. ↑  EESTI HAGIJAS (366) (англ.). FCI breeds nomenclature. Fédération Cynologique Internationale. Дата обращения: 7 ноября 2019. Архивировано 14 октября 2019 года.
4. ↑  Стандарт эстонской гончей (EESTI HAGIJAS) от 08. 11. 2007 года. Архивная копия от 16 января 2014 на Wayback Machine (рус.)